# Погребова, Надежда Николаевна
Надежда Николаевна Погребова (9 февраля 1902, Москва — 4 февраля 1960, Москва) — советский археолог, кандидат исторических наук, старший научный сотрудник ИИМК РАН, специалист в области изучения истории Северного Причерноморья. Круг научных интересов — вопросы скифского, скифо-сарматского и позднескифского периодов.

## Биография
Надежда Николаевна родилась в Москве 9 февраля 1902 года в семье потомственного московского купца второй гильдии Николая Ивановича Погребова и Любови Семёновны (в дев. Тюляевой). В 1920 году поступила на отделение общественных наук 1-го Московского университета, которое окончила в 1924 году. Профессиональная деятельность её началась в Государственном музее изобразительных искусств (ГМИИ им. А. С. Пушкина), где в 1935 году она стала работать экскурсоводом античного отдела. С 1941 по 1946 год Н. Н. Погребова являлась старшим научным сотрудником этого отдела. В 1937—1939 годах Надежда Погребова участвовала в раскопках Пантикапея под руководством В. Д. Блаватского. С 1943 года Надежда Николаевна Погребова училась в аспирантуре ИИМК. В 1946 году защитила кандидатскую диссертацию по теме «Грифон и его изображение в искусстве Северного Причерноморья в эпоху греческой колонизации». В том же году она перешла на работу в ИИМК в сектор античной археологии. С 1945 по 1960 год (с перерывами в 1951—1955 годах) Н. Н. Погребова, в качестве сотрудника, а затем руководителя отряда, принимала участие в работе Тавро-скифской археологической экспедиции в Крыму по исследованию мавзолея Неаполя Скифского под руководством П. Н. Шульца. В 1959 году ею была подготовлена работа по исследованию мавзолея под названием «Погребения мавзолея Неаполя Скифского» (опубликована в 1961). С 1949 года она разрабатывает большую тему, связанную с поздним периодом развития скифской культуры Нижнего Поднепровья и в течение ряда лет Н. Н. Погребова проводит полевые работы на этой территории. Результатом явилось фундаментальное исследование «Позднескифские городища на Нижнем Днепре», в котором воссоздаётся картина жизни нижнеднепровского населения эпохи позднего скифского царства. Занимаясь позднескифской тематикой, Н. Н. Погребова одновременно исследует предскифские памятники Северо-Западного Причерноморья в Пересадовке на реке Ингул и Анатольевке. В последние годы была учёным секретарём скифо-сарматского сектора археологии. Успешно начатые плодотворные изыскания были прерваны внезапной смертью. Надежда Николаевна Погребова скончалась 4 февраля 1960 года.
Профессиональную научную деятельность Н. Н. Погребовой по изучению скифского искусства и изобразительного языка продолжили её дочь Мария Николаевна
Погребова (1931—2015) — доктор исторических наук, скифолог и внук Сергей Всеволодович Куланда (1954—2020) — кандидат исторических наук, скифолог, востоковед.

## Некоторые работы
Источники: 
- Находки в мавзолее Неаполя Скифского // Памятники искусства. Бюллетень Государственного музея изобразительных искусств имени А. С. Пушкина, 1947, № 2. С. 31—36;
- Мавзолей Неаполя Скифского // КСИИМК, 1947, вып. 21. С. 22—32;
- Грифон в искусстве Северного Причерноморья в эпоху архаики // КСИИМК, 1948, вып. XXII. С. 62—67;
- Обзор археологических раскопок в Греции за послевоенные годы // ВДИ, 1950, № 3. С. 212—221;
- К вопросу о происхождении шедевров торевтики из скифских курганов // СА3, 1953, № XVIII. С. 285—291;
- Работы Скифской степной экспедиции на Нижнем Днепре // КСИА4 АН УССР, 1955, вып. 4. С. 78—80;
- Позднескифские городища на Нижнем Днепре // МИА5, 1958, № 64. С. 103—247;
- Пересадовское поселение на Ингуле. СА, 1960, № 4, С. 76—90;
- Работы в Тилигуло-Березанском районе в 1958 г. КСИА АН СССР, 1961, вып. 83;
- Погребения мавзолея Неаполя Скифского // МИА, 1961, № 96. С. 103—213 (опубликовано посмертно);
- Средневековые памятники на скифских городищах Нижнего Днепра // КСИА, 1962, вып. 89. С. 15—21 (опубликовано посмертно).